# Susanna van Steenwijk
Susanna van Steenwijk, nascuda com a Susanna Gaspoel, (Leiden, 1601 - Amsterdam, enterrada el 2 d'agost de 1664) va ser una pintora neerlandesa d'exteriors arquitectònics, activa en Leiden i Amsterdam.
El pare de Susanna Johan Gaspoel, va ser enterrat l'any 1622 en Westham a Anglaterra, quan cap dels seus tres fills havien complert els 21 anys. El 1630 Susanna va contreure matrimoni amb el pintor arquitectònic Hendrick van Steenwijk el Jove, que era 20 anys major que ella. Van batejar un fill en Amsterdam el 1632 i un altre en Leiden el 1634.
Les seves pintures més conegudes són de la dècada de 1640, i van estar realitzades en Leiden i Ámsterdam. Igual que el seu marit ella també va realitzar pintures d'interiors d'església i un dibuix d'un interior d'església se li coneix amb la data de 1664 i signat com: «Susanna v. Steenwijk».